# Gymnoscelis desiderata
Gymnoscelis desiderata är en fjärilsart som beskrevs av Louis Beethoven Prout 1927. Gymnoscelis desiderata ingår i släktet Gymnoscelis och familjen mätare. Inga underarter finns listade i Catalogue of Life.